# Ribera Salada
La Ribera Salada es un río de la comarca del Solsonés (Cataluña), afluente por la izquierda del Segre. Tiene una longitud de unos 40 km (56,5 km sumando el río Fred), y en su trayecto atraviesa los municipios de Odèn, Lladurs y Castellar de la Ribera.
Su curso fue protegido en 1992 por el Plan de Espacios de Interés Natural (PEIN) de la Generalidad de Cataluña mediante el Decreto 328/1992.
El río recibe su nombre a partir de Aigüesjuntes. Desde aquí toma la dirección sur para entrar inmediatamente en la Garganta del Clop, pasando bajo el Puente del Clop y continuando hacia el sur hasta el término municipal de Castellar de la Ribera, por el Pla dels Roures.
Desde Aigüesjuntes hasta el Pla dels Roures recibe las aguas del torrente Pregon, de la zanja de hace falta Reig y del barranco de Cabiscol por su lado derecho y las del Riard, de la rasa de Socarrats y de la rasa de la Mosella por el lado izquierdo. 
Después de atravesar el Pla dels Roures, entra al término municipal de Castellar de la Ribera y toma la dirección este-oeste que mantendrá hasta su confluencia con el Segre, recibe por la izquierda las aguas de la rasa de Vilatobà, pasa por debajo los puentes del Molino de Querol donde recibe las aguas del barranco de Querol, su orilla izquierda baña el regazo de la obaga de Ginestar al final de la cual, 100 m por encima del nivel del río, se  encuentra Ceuró frente al cual recibe, por la derecha, las aguas del torrente de la Vila, y justo antes de dejar se Solsonés, recibe, también por la derecha, las aguas del torrente de los Lobos.
Al entrar en el Alto Urgel recibe, por la izquierda, las aguas de la rasa de Villaró. Algo más abajo, deja a la derecha el pueblo de Ogern donde recibe las aguas de Baell. Unos 1500 metros más abajo, recibe por la derecha las aguas de la Zanja de la Codina y, a continuación, pasa bajo Altés, que se encuentra unos 80 metros por sobre su orilla izquierda. Acaba desembocando las aguas al Segre en Bassella, a unos 435 m de altitud y después de unos 21 km de recorrido desde Aigüesjuntes cuando el pantano de Rialb no está lleno (si lo está, la Ribera Salada aboca sus aguas a la cola de este pantano 1,5 km antes de la antigua confluencia a 440 m de altitud).
Recibe su nombre porque una de las corrientes que lo originan, concretamente el Río Fred, nace de varias fuentes en unos terrenos compuestos por sales del Triásico, disolviendo sus sales. A su paso por Cambrils (Solsonés), las aguas del Ribera Salada fueron durante muchos años aprovechadas para la obtención de sal.
En documentos antiguos este río es llamado río de Altès

## Coordenadas de algunos puntos de su curso
- Aigüesjuntes: 42°5′12.90″N 1°26′16.86″E / 42.0869167, 1.4380167
- Pont del Clop: 42°4′24.83″N 1°25′13.87″E / 42.0735639, 1.4205194
- Pla de Roures: 42°2′2.445″N 1°29′26.04″E / 42.03401250, 1.4905667
- Molino de Querol: 42°1′36.11″N 1°23′59.07″E / 42.0266972, 1.3997417
- Ogern: 42°1′20.73″N 1°20′23.34″E / 42.0224250, 1.3398167
- Entrada al embalse de Rialb (Bassella): 42°0′57.99″N 1°18′17.96″E / 42.0161083, 1.3049889

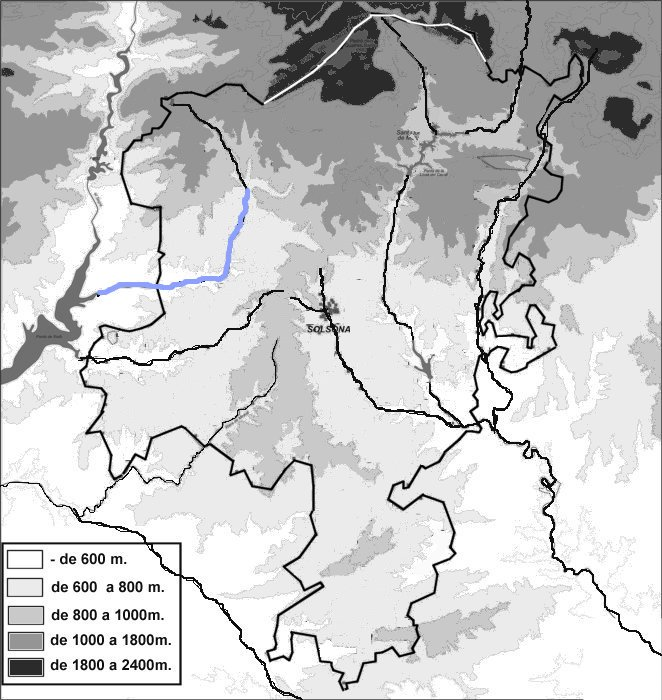
El curso de la Ribera Salada desde Aigüesjuntes.
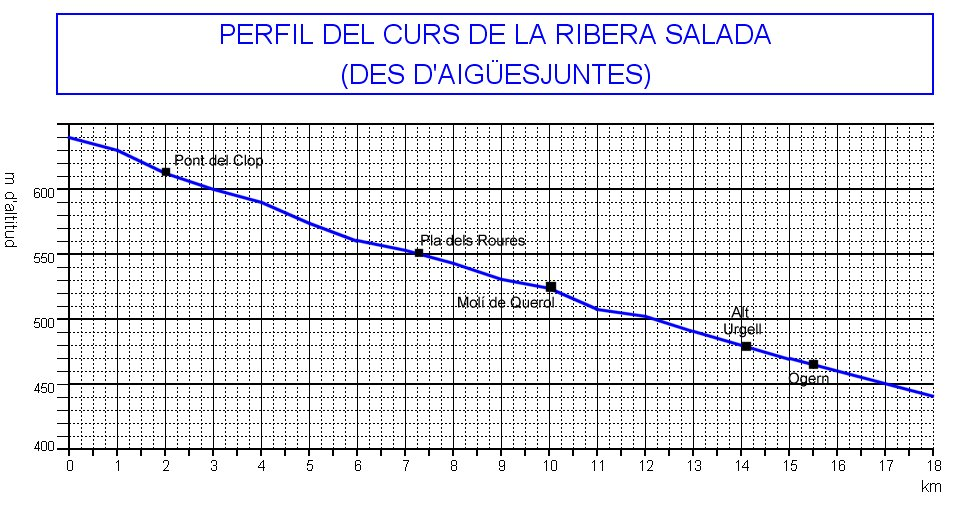
Perfil longitudinal de la Ribera Salada.
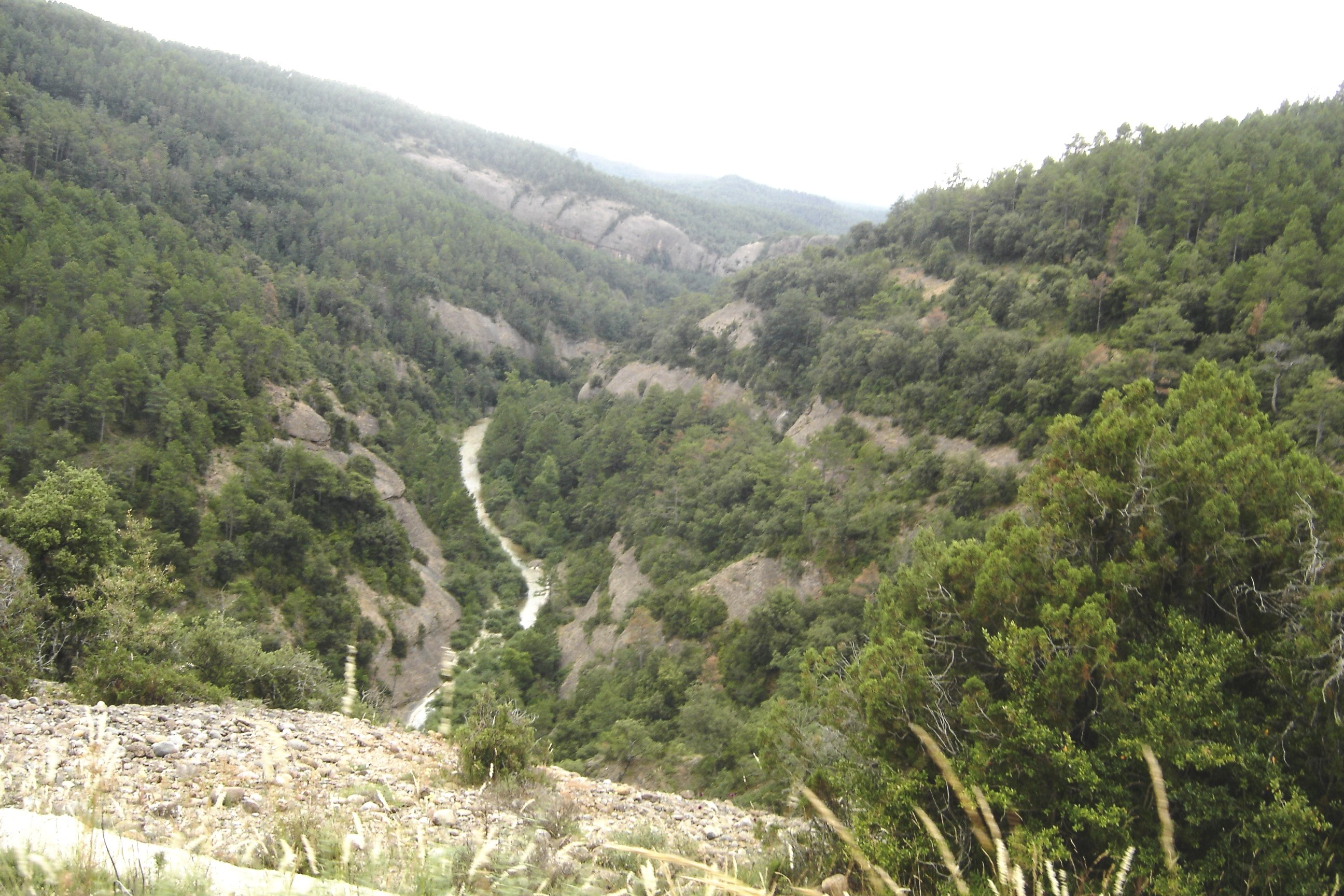
La Ribera Salada, después de Aigüesjuntes se encamina hacia la garganta del Clop.
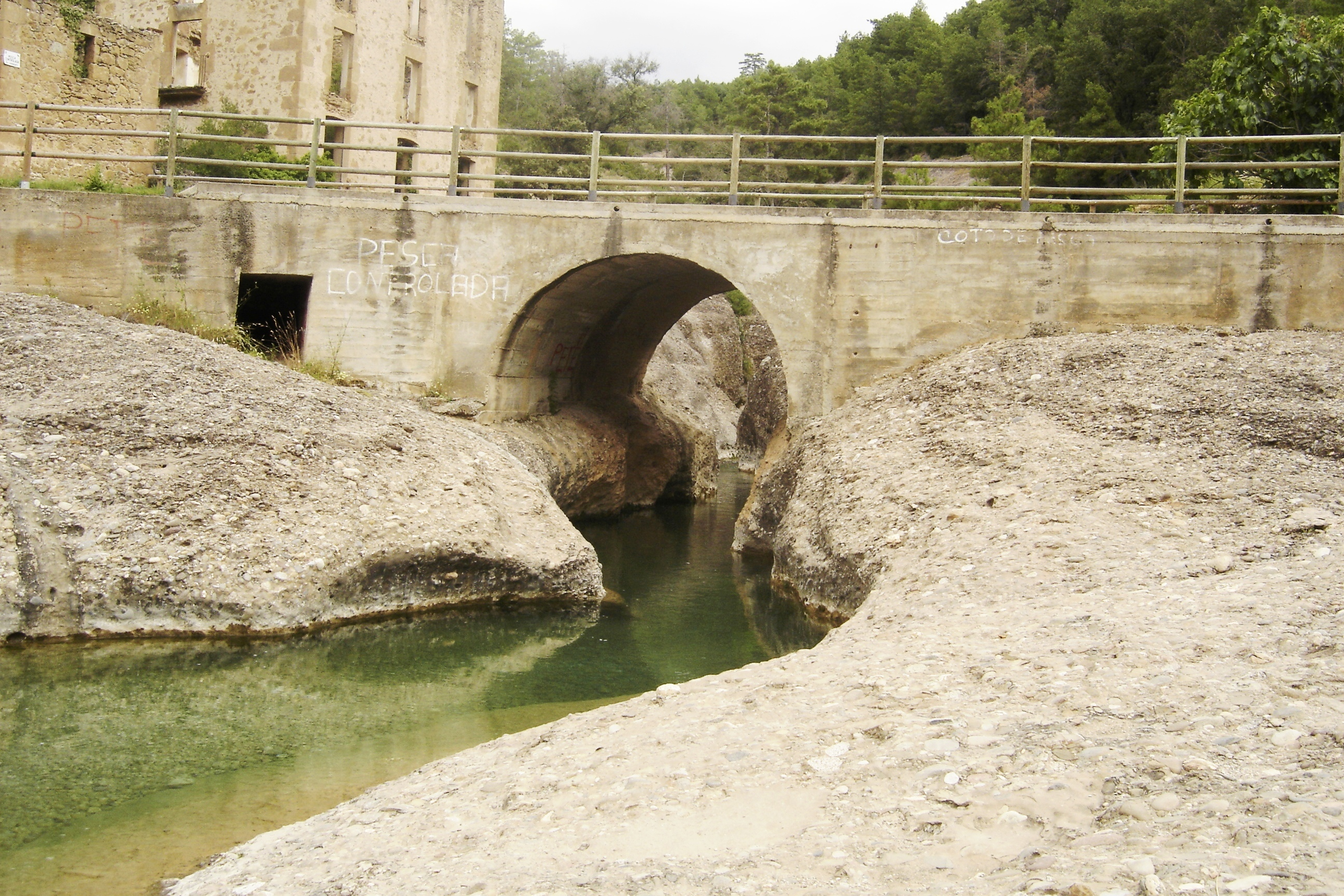
La Ribera Salada pasando bajo el puente del Clop.
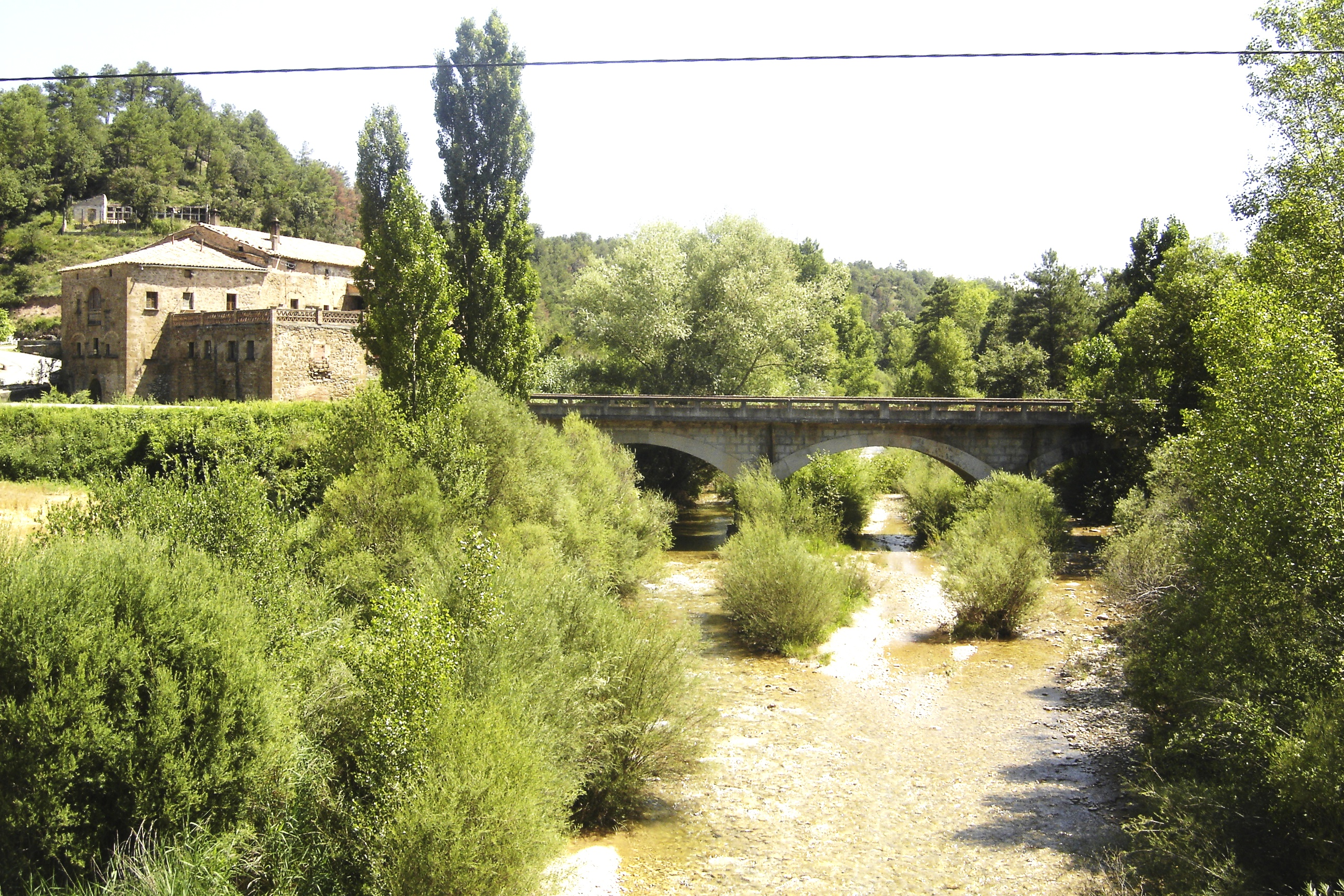
La Ribera Salada a su paso por el Molino de Querol.
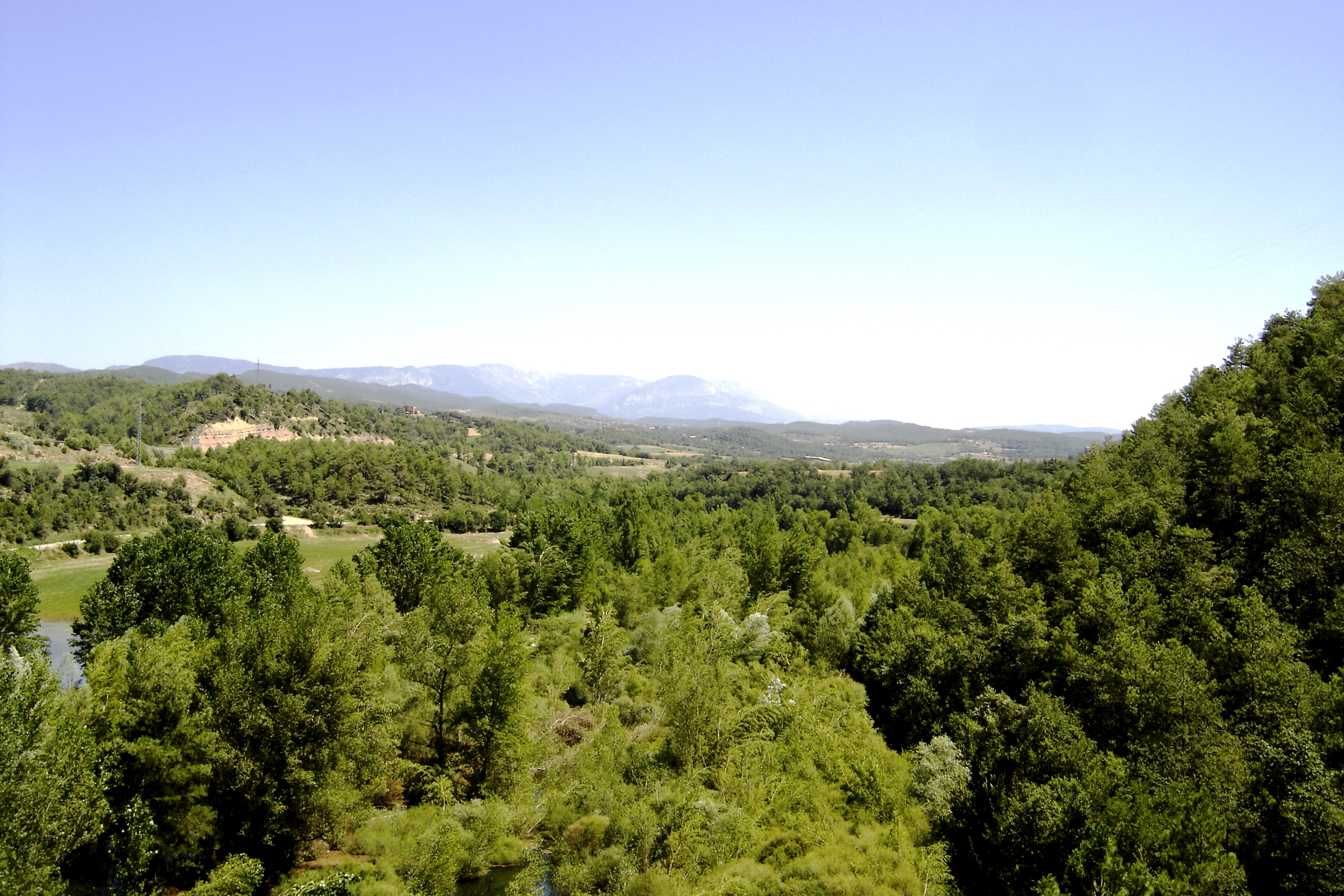
El valle del curso bajo de la Ribera Salada. Al fondo, el macizo del puerto del Compte donde tiene su cabecera.
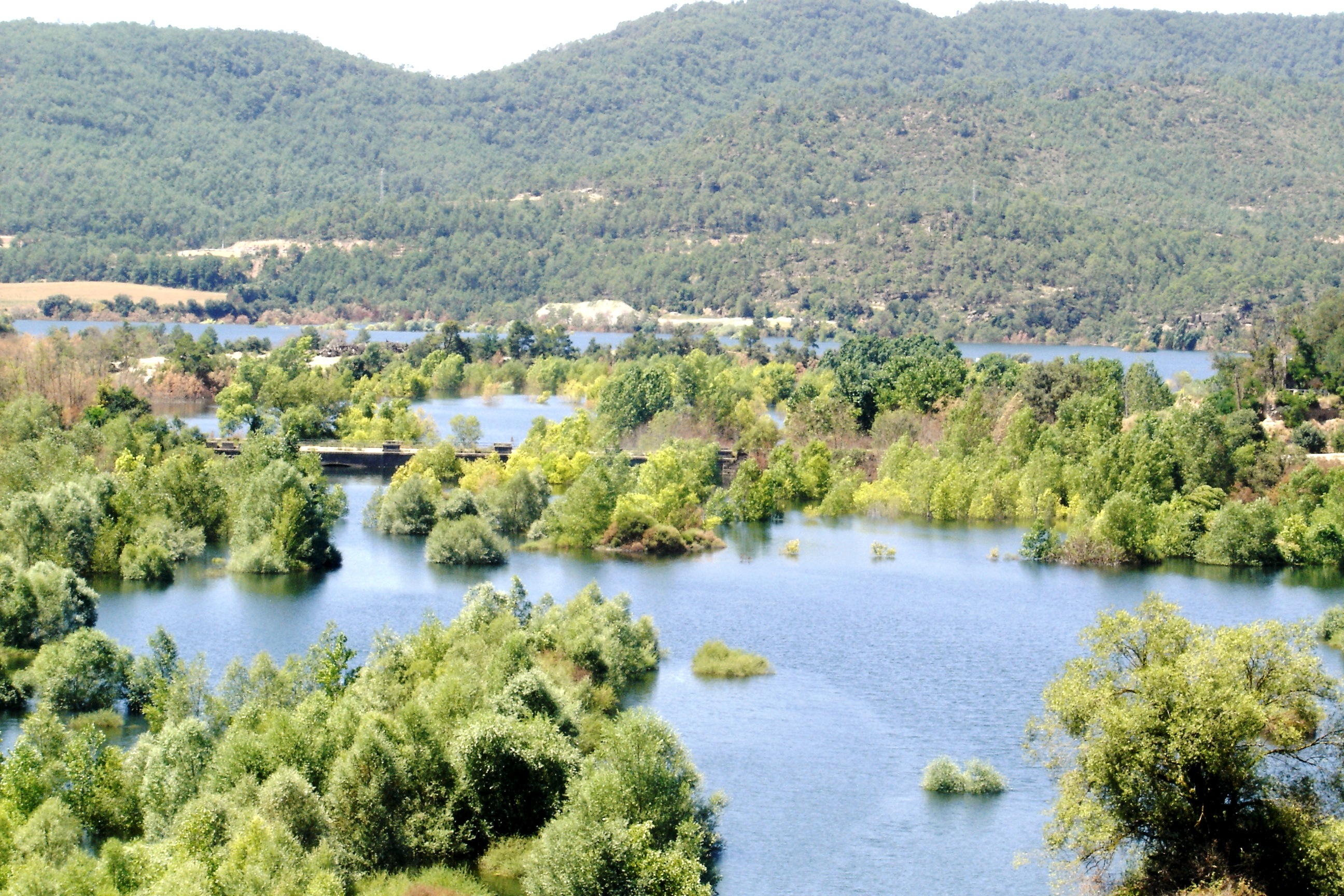
El río entrando al embalse de Rialb.